# Bahía Cumberland Este

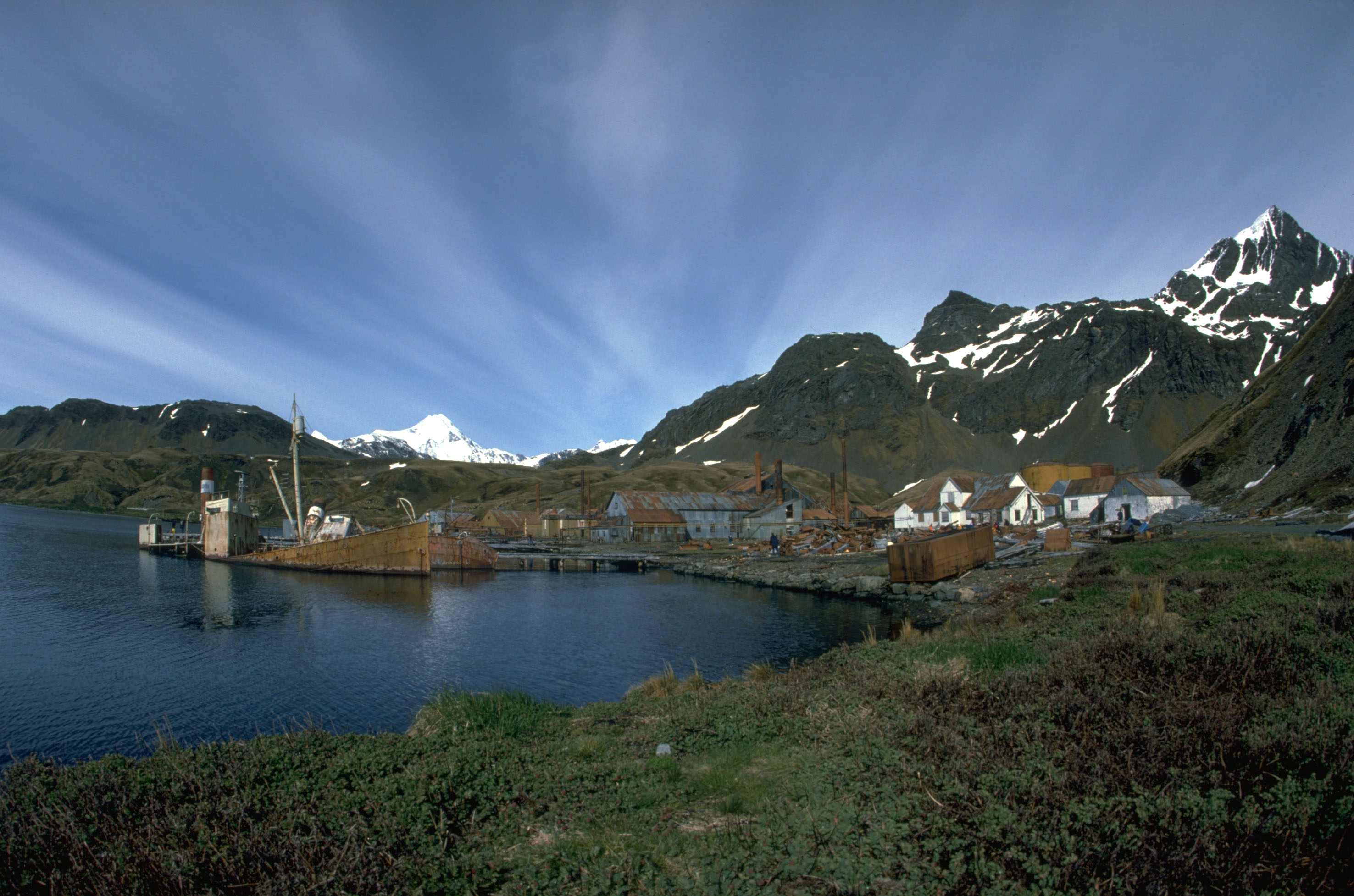
La localidad de Grytviken se asienta sobre la caleta Vago, parte de esta bahía, en la isla San Pedro.

La bahía Cumberland Este o bahía Guardia Nacional (según la toponimia argentina) es una bahía que forma el brazo oriental de la gran bahía Cumberland, en costa nordeste de la isla San Pedro del archipiélago de las islas Georgias del Sur. Se encuentra entre la punta Brau y la punta Scasso, con una longitud de 4,8 km de ancho, y se extiende 13 km en dirección sureste.

## Historia
Esta bahía fue explorada por la expedición Antártica sueca, 1901-1904, que la nombró bahía Sur. Luego de la fundación de Grytviken el 24 de diciembre de 1904 por parte de la Compañía Argentina de Pesca, como base para sus operaciones balleneras y que comenzaba a ser poblada por argentinos y noruegos, llega el buque ARA Guardia Nacional el 1 de febrero de 1905 transportando 1000 toneladas de carga general y carbón destinadas a la Compañía Argentina de Pesca. En el curso de esa misión, el Guardia Nacional, al mando del teniente de navío Alfredo Lamas, levantó la carta náutica de la bahía Cumberland y auxilió en la construcción de la factoría. Para realizar el cuarterón de la bahía cooperó con la nave "Fortuna" de la compañía (homenajeada en otra bahía), cedida por el gerente de la misma, Carl Anton Larsen. El comandante describió al puerto como abrigado a todos los vientos y con buen tenedero. Además, renombra el seno austral de la bahía como Guardia Nacional (dicho nombre continúa oficial en la toponimia argentina). El buque zarpó de regreso a Buenos Aires el 30 de junio.
Los británicos la asignan durante 1926-1929 por el personal del RRS Discovery y la nombran como bahía Cumberland Este, describiendo su posición geográfica. Se utilizó simultáneamente la forma abreviada bahía Este. A raíz de la encuesta de las Georgias del Sur, de 1951 y 1952, el Comité Antártico de Lugares Geográficos del Reino Unido propuso que el nombre se modificase a bahía Cumberland Este y que todos los demás nombres serán rechazados. Este cambio reúne información sobre el conjunto de la bahía Cumberland en un solo lugar en índices, y para evitar la confusión con la bahía Este en Puerto del Príncipe Olav, isla San Pedro.
Entre el 22 de abril hasta el 24 de abril de 1982, durante la guerra de las Malvinas, el Special Boat Service británico intentó cruzar la bahía Cumberland Este. Habían aterrizado en bahía Hound, y atravesado el valle Sörling, pero no pudieron atacar las posiciones argentinas por el hielo y la nieve incesante.